# Piratska stranka
Piratska stranka naziv je koji su usvojile različite političke stranke u većem broju demokratskih zemalja. Piratske stranke podržavaju civilna prava, izravnu demokraciju i sudjelovanje, reformu zakona o autorskim pravima i patentima, slobodno dijeljenje znanja, privatnost (osobnih) podataka, transparentnost, slobodu informacija i slobodno obrazovanje.
Dana 21. runa 2011. Piratska je stranka upisana u registar političkih stranaka Republike Hrvatske pod registarskim brojem 230, ali trenutno nije aktivna.

## Povijest
Švedski "Piratparti", osnovan 1. siječnja 2006. pod vodstvom Rickarda Falkvingea, bila je prva Piratska stranka. Strankino je ime izvedeno od Piratbyran, organizacije koja se protivi intelektualnom vlasništvu. Članovi Piratbyrana su osnovali BitTorrent kao i stranicu The Pirate Bay. Grupa je odabrala "piratsku" oznaku koju su upotrebljavali mediji i filmska industrija u kampanjama protiv kršenja autorskih prava kao pokušaj izbjegavanja negativnog značenja te riječi.
Stranke u drugim zemljama, kao Piratska stranka Austrije (osnovana u srpnju 2006.) i Piratska stranka Njemačke (rujan 2006.) inspirirane su švedskim primjerom. U listopadu 2006. Piratska internacionalna stranka osnovana je kao krovna organizacija. U izborima Europskog Parlamenta 2009. godine švedska Piratska stranka primila je 7,1 posto glasova osvojivši dva mjesta i postižući prvo veliko dostignuće Piratske stranke u izborima. Njemačka Piratska stranka uspjela je osvojiti 8,9 posto glasova na berlinskim izborima 2011. godine.
Povijesno, ideali Piratskih stranki djelomično su bazirani na grupama poput Electronic Frontier Foundation i Chaos Computer Club, predstavljajući hakersku kulturu i vrijednosti usredištene na slobodi informacija i slobodnoj razmjeni znanja.

### Uppsala Deklaracija
Na konferenciji 2009. internacionalnih Piratskih stranki u Uppsali (Švedska), europske Piratske stranke složile su se o zajedničkoj deklaraciji strankinih ciljeva za nadolazeće izbore u Europskom Parlamentu. Središnja su pitanja deklaracije:
• reforma autorskih prava, izuzeće nekomercijalnih aktivnosti iz autorskih regulacija, smanjenje trajanja zaštite autorskih prava, zabrana DRM tehnologija, oporbe medijskim ili hardverskim nametanjem;
• reforme zakona o patentima, posebno navodeći da patenti životnog vijeka (uključujući patente na sjemenkama i na genima) i softwareu ne bi trebali biti dopušteni;
• jačanje građanskih prava, transparentna vlada, brzo i pravično suđenje i sloboda govora; proširenje prava na anonimnost u komunikaciji.

## Internacionalne organizacije

### Internacionalne Piratske stranke
Internacionalne Piratske stranke (PPI) krovna su organizacija nacionalnih Piratskih stranki. Od 2006. organizacija postoji kao labava unija nacionalnih stranki. Od listopada 2009., PPI ima status nevladine organizacije sa sjedištem u Belgiji. Organizacija je službeno osnovana na konferenciji od 16. do 18. travnja 2010. u Bruxellesu, kada su statute organizacije usvojile sve 22. nacionalne piratske stranke zastupljene na događaju.
PP Internacionalna zaklada pomaže da se osnuju Piratske stranke širom svijeta. Upravlja forumima i mailing listama za komunikaciju između nacionalnih stranki. PPI-em upravlja odbor, na čelu s Marcelom Kolaja (Češka) i Samirom Allioui (Nizozemska).

### Pirati bez granica
Pirati bez granica internacionalna je udruga pirata. Za razliku od PPI (koja prihvaća samo stranke kao članove s pravom glasa i organizacije kao članove koji promatraju), Pirati bez granica prihvaćaju pojedince kao članove. PWB sebe vide kao bazu za internacionalne projekte. Kroz globalnu suradnju oni nastoje otkriti utjecaj multinacionalnih trgovačkih sporazuma na sve ljude na zemlji, i poticati slobodu i demokraciju. PWB potječe od nezavisnog odbora za koordinaciju Piratske stranke u zemljama njemačkog govornog područja, poznat kao DACHLuke (DACHL=Germany-Austria-Switzerland-Luxembourg).
Od PPI konferencije 2011. na 12/13.03.2011. PWB je "član promatrač" Internacionalnih Piratskih stranki. Prijašnji nezavisni projekt "pirate streaming" postao je dio Pirata bez granica od 03/05/2011.

### Parti Pirate Fracophone
U Parti Pirate Fracophone organizirane su Piratske stranke zemalja s francuskog govornog područja. Trenutni su članovi Piratske stranke Belgije, Obale Bjelokosti, Francuske, Kanade i Švicarske.

### Nacionalne Piratske stranke
Izvan Švedske, Piratske stranke započele su u više od 40 zemalja, inspirirane švedskom inicijativom.